# Slottsön
Slottsön är en av Stallbackaöarna som ligger i Göta älv i höjd med Trollhättan. Förutom Slottsön består arkipelagen även av Korsön, Kolön, Lovön, Tjuvön, Björnön och Ljungön.
På ön låg borgen Ekholm.